# Félix Cárdenas

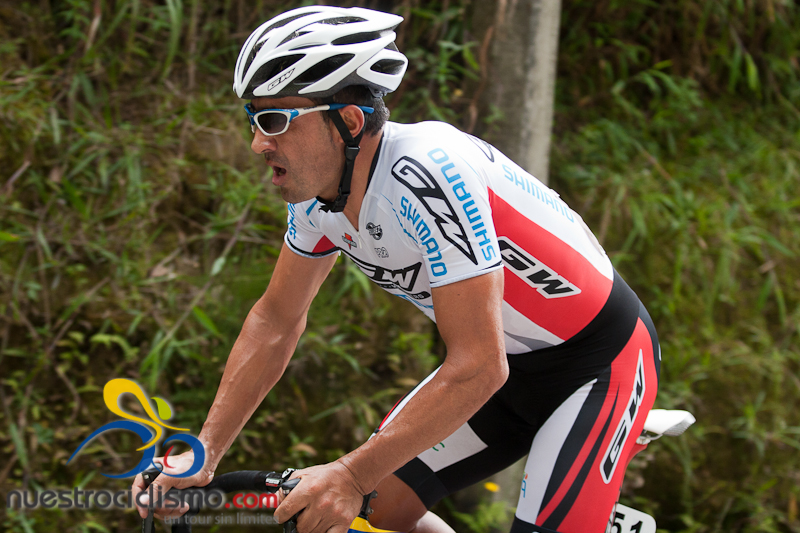
Félix Cárdenas (2011)

Félix Rafael Cárdenas Ravalo (* 24. November 1972 in Encino, Santander) ist ein ehemaliger kolumbianischer Radrennfahrer.

## Karriere
Felix Cárdenas begann seine internationale Karriere 2000 bei dem spanischen Radsportteam Kelme. In diesem Jahr gewann er die 10. Etappe der Vuelta a España und eine Etappe der Tour du Limousin. Bei dieser und bei der Tour de Romandie wurde er Erster der Bergwertung. In seinem zweiten Jahr für Kelme erreichte er durch den Etappensieg auf der 12. Etappe der Tour de France 2001 seinen bis dahin größten Erfolg. Seine besten Ergebnisse bei den Grand Tours erzielte er bei der Vuelta 2003 und 2004, er gewann jeweils eine Etappe und die Bergwertung. 2003 wurde er darüber hinaus Achter der Gesamtwertung. Nachdem Cárdenas von 2005 bis 2009 für das britische Professional Continental Team Barloworld fuhr, setzte er seine Karriere bei national registrierten kolumbianischen Mannschaften fort und konnte u. a. 2010 den Clasico RCN, 2011 und 2012 die Vuelta a Colombia sowie 2010 und 2012 die kolumbianische Meisterschaft im Straßenrennen gewinnen.

## Erfolge (Auswahl)
| 1995 - Gesamtwertung Vuelta a Boyocà 1996 - eine Etappe und Bergwertung Clásico RCN 1999 - Bergwertung Vuelta a Colombia 2000 - eine Etappe Tour du Limousin - eine Etappe Vuelta a España 2001 - eine Etappe Tour de France 2002 - eine Etappe Giro del Trentino - zwei Etappen Vuelta a Colombia 2003 - eine Etappe und Bergwertung Vuelta a España - Gesamtwertung Vuelta a La Rioja 2004 - eine Etappe und Bergwertung Vuelta a España | 2005 - Gesamtwertung und zwei Etappen Tour of Japan 2006 - eine Etappe Brixia Tour - Prueba Villafranca de Ordizia - Gran Premio Industria e Commercio Artigianato Carnaghese 2010 - Kolumbianischer Meister – Straßenrennen - Gesamtwertung Clásico RCN 2011 - Gesamtwertung und eine Etappe Vuelta a Colombia 2012 - eine Etappe Vuelta Chile - Gesamtwertung und drei Etappen Vuelta a Colombia - Kolumbianischer Meister – Straßenrennen 2013 - eine Etappe Vuelta a Colombia 2014 - eine Etappe Vuelta a Colombia |

## Grand-Tour-Platzierungen
| Grand Tour            | 2000 | 2001 | 2002 | 2003 | 2004 | 2005 | 2006 | 2007 | 2008 | 2009 |
| --------------------- | ---- | ---- | ---- | ---- | ---- | ---- | ---- | ---- | ---- | ---- |
| Giro d’ItaliaGiro     | DNF  | –    | –    | –    | –    | –    | –    | –    | 16   | 66   |
| Tour de FranceTour    | –    | 61   | –    | –    | –    | –    |      | 106  | DNF  | –    |
| Vuelta a EspañaVuelta | 31   | 95   | –    | 8    | 29   | –    | –    | –    | –    | –    |

## Teams
- 2000–2001 Kelme
- 2002 Cage Maglierie
- 2003 Labarca-2 Cafés Baqué
- 2004 Cafés Baqué
- 2005–2009 Barloworld
- 2010–2012 GW Shimano
- 2013–2014 Formesan – Bogota Humana